# Buttigliera Alta
Buttigliera Alta (piemontesisch Butijera oder Butijera Àuta) in piemontese ist eine Gemeinde in der italienischen Metropolitanstadt Turin (TO), Region Piemont.

## Lage und Einwohner
Der Ort liegt auf einer Höhe von 414 m über dem Meeresspiegel, etwa 25 km westlich von Turin entfernt am Beginn des Susatals. Das Gemeindegebiet umfasst eine Fläche von 8,25 km² und hat 6208 Einwohner (Stand 31. Dezember 2023). 
Die Nachbargemeinden sind Caselette, Avigliana, Rosta und Reano. 

## Sehenswürdigkeiten
Besondere Sehenswürdigkeit ist die 1188 gegründete romanische Abtei Sant’Antonio di Ranverso.

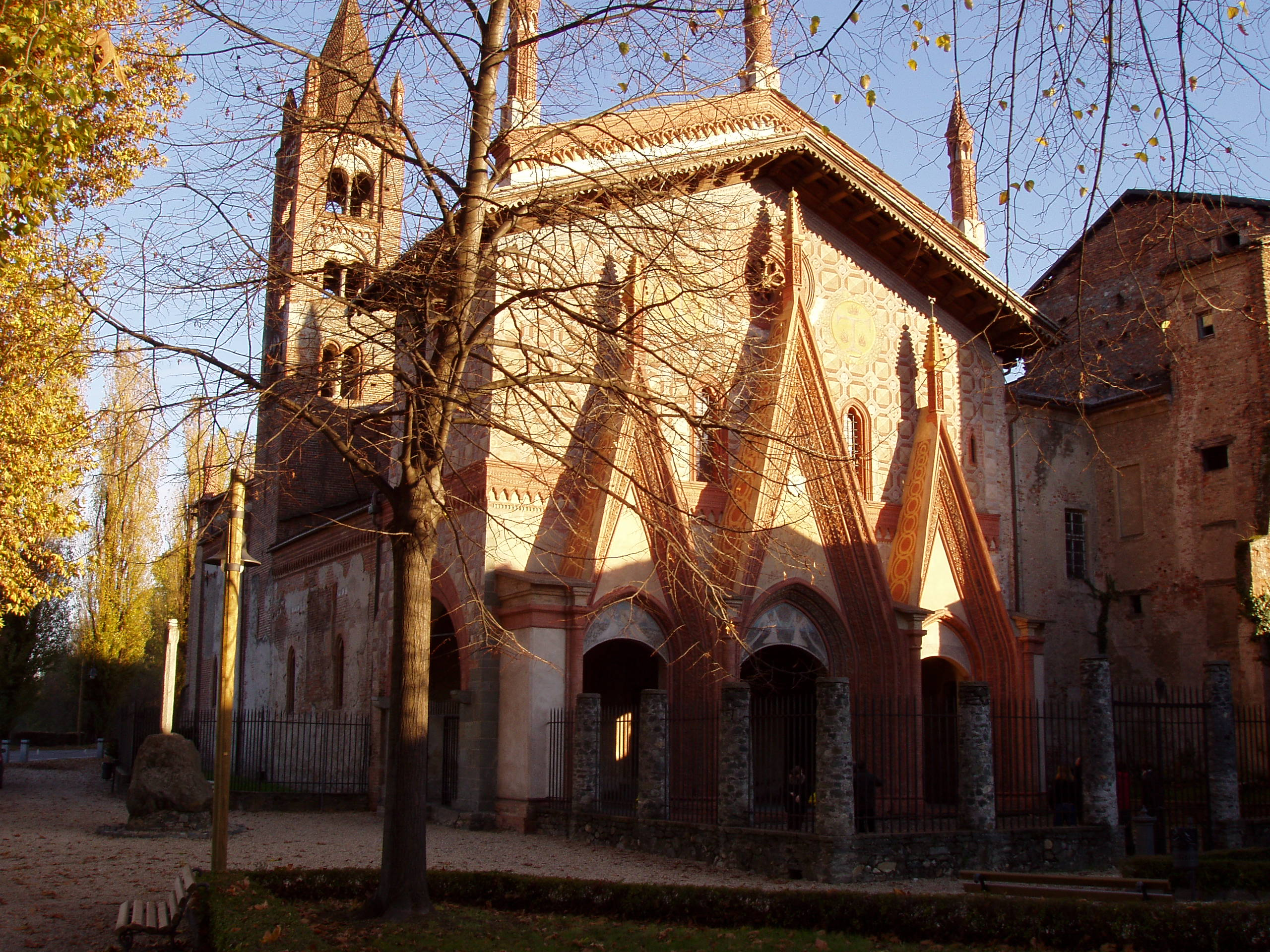
Abteikirche Sant’Antonio di Ranverso
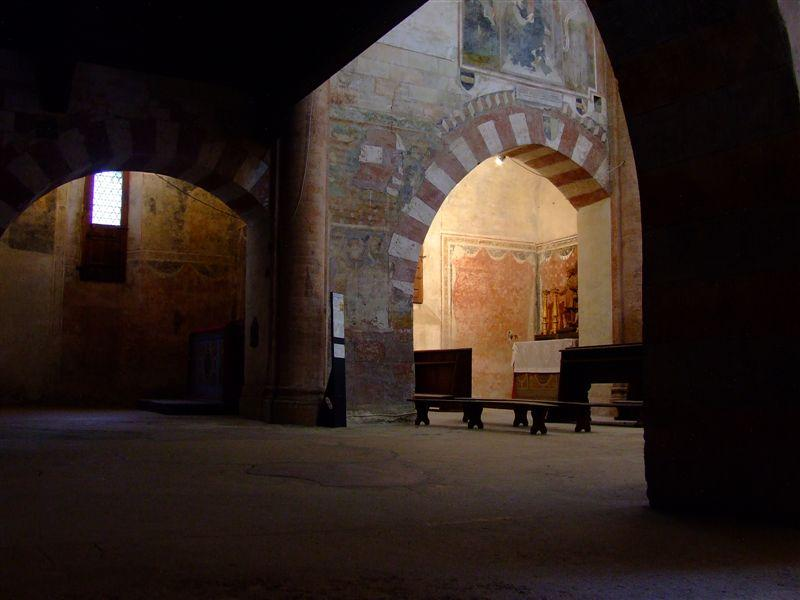
Inneres der Abtei
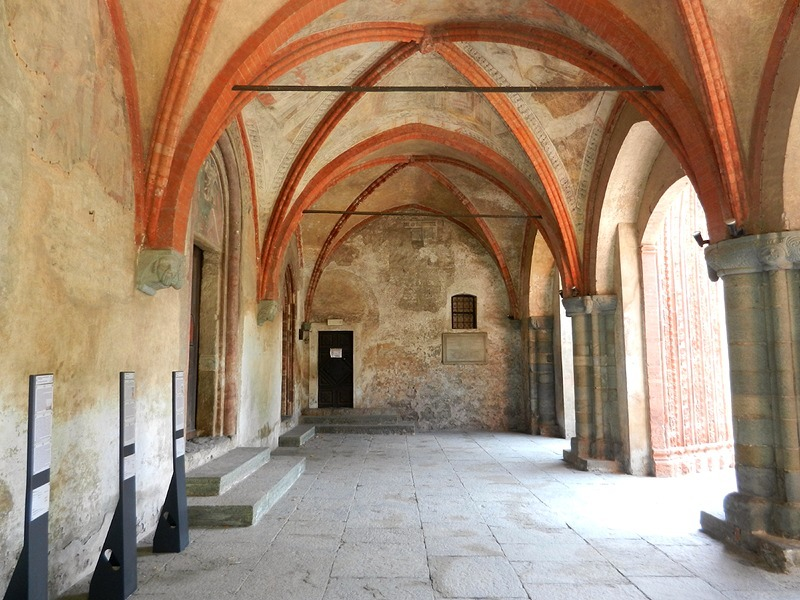
Eingang

## Gemeindepartnerschaften
Buttigliera Alta ist partnerschaftlich verbunden mit der Gemeinde Jougne in der französischen Region Franche-Comté.

## Kultur und Feste
Am 25. April jeden Jahres, dem Namenstag von Sankt Markus (San Marco), dem Schutzpatron des Ortes, findet das Dorffest, die Fiera di San Marco statt.